# Франц Фанон
Франц Омар Фанон (на френски: Franz Fanon) е революционер, писател и философ, идеолог на Алжирската революция.
Роден е в Мартиника. Участва във Втората световна война в силите на ген. Де Гол. Завършва висше образование във Франция, става психиатър във Френски Алжир.
Произведенията му оказват влияние на постколониалните проучвания, критическата теория и марксизма. Като интелектуалец Фанон е политически радикал и екзистенциален хуманист, що се отнася до психопатологията на колонизацията и човешките, социални и културни последици от деколонизацията.
В хода на работата си като лекар и психиатър Франц Фанон подкрепя алжирската война за независимост от Франция и е член на Алжирския националноосвободителен фронт. Животът и творчеството на Фанон вдъхновяват дейци на антиколониални националноосвободителни движения по света.

## Биография

### Ранни години
Франц Омар Фанон е роден на Карибския остров Мартиника, който тогава е френска колония, а днес е френски департамент. Баща му е потомък на поробени африканци; за майка му се твърди, че е „незаконно“ дете от африкански, индийски и европейски произход, чиито предци са дошли от Страсбург в Елзас. В социално-икономически аспект, семейство Фанон е от средната класа и може да си позволи таксите за Гимназия Шулешьор – тогава най-престижната гимназия в Мартиника, където писателят Еме Сезер е един от учителите му.

### Втора световна война
След като Франция е превзета от нацистите през 1940 г., вишистки френски военноморски войски завладяват Мартиника. Принудени да останат на острова, френските войници стават „автентични расисти“. Повдигат се много обвинения в тормоз и сексуална разпуснатост. Злоупотребата от френската армия с народа на Мартиника повлиява на Фанон, засилвайки чувствата му на отчуждение и отвращение от колониалния расизъм. На осемнадесетгодишна възраст Фанон бяга от острова като „дисидент“ (дума, с която се определя присъединяването на Френските Антили към силите на голизма). Той пътува до Доминика, която е под британска власт, за да се присъедини към Свободните френски сили.
Франц Фанон остъпва във френската армия и се присъединява към съюзническия конвой, който пристига в Казабланка. По-късно е прехвърлен във военната база в Беджая на алжирския бряг на Кабилия. Фанон напуска Алжир от Оран и служи във Франция, участва в битките за Елзас. През 1944 г. е ранен в Колмар и получава медал Военен кръст. Когато нацистите са победени и съюзническите сили прекосяват река Рейн в Германия, заедно с фотожурналисти, полкът на Фанон е „избелен“ от всички не-бели войници. Франц Фанон и неговите карибски колеги са изпратени в Тулон. По-късно са прехвърлени в Нормандия, където да чакат репатриране у дома.
През 1945 г. Фанон се завръща за кратко в Мартиника. Докато е там, работи за парламентарната кампания на своя приятел и ментор Еме Сезер, който му оказва голямо влияние. Сезар се кандидатира за парламентарен делегат от Мартиника в първото народно събрание на Четвъртата република от комунистическия билет. Франц Фанон остава достатъчно дълго, за да завърши средното си образование, а след това заминава за Франция, където учи медицина и психиатрия.
Получава образованието си в Лион, където учи още литература, драма и философия, понякога присъства на лекциите на Мерло-Понти. През този период той пише три пиеси, чиито ръкописи са вече изгубени. След като се дипломира като психиатър през 1951 г., Фанон специализира в психиатрията в Сен Албан под ръководството на радикалния каталонски психиатър Франсоа Тоскел, набляга на ролята на културата в психопатологията. След специализацията си, Франц Фанон практикува психиатрия в Понторсон, близо до Мон Сен Мишел за още една година и след това (от 1953) в Алжир. Той е началник на служба в алжирската психиатрична болница Блида Жоанвил, където остава до депортирането си през 1957 г.

### Франция
Във Франция през 1952 г. Фанон написва първата си книга, „Черна кожа, бели маски“ – анализ на негативните психологически последици от колониалното поробване на чернокожите. Първоначално ръкописът е докторска дисертация, представена в Лион, озаглавена „Есе за обратно приобщаване на черните“; отхвърлянето на дисертацията подтиква Фанон да го публикува като книга. За докторска степен по психология, той представя друга дисертация – по-тясно специализирана и с различна тема. Философът с леви виждания Франсис Жансон, водач на про-алжирската независима мрежа, настоява за ново заглавие за книгата, на която той написва епилога. Жансон е и старши редактор в издателство „Сьой“ в Париж.
Когато Фанон представя ръкописа на „Черна кожа, бели маски“ (1952 г.) на издателство „Сьой“, Жансон го кани на срещу между редактор и автор, която не протича добре: Жансон описва Франц Фанон като нервен и прекалено чувствителен. Въпреки че редакторът хвали ръкописа, Фанон рязко прекъсва Жансон и го пита: „Не е зле за негър, нали?“. Жансон е обиден, ядосва се и отпраща неуважителния автор Фанон от офиса си. По-късно Жансон казва, че неговият отговор на неучтивостта на Фанон, му е спечелил доживотно уважение от страна на автора. След това техните лични и работни взаимоотношения стават много по-лесни и Фанон се съгласява с предложеното от Жансон заглавие „Черна кожа, Бели маски“ заради многото тежка медицинска работа, която му предстои, докато вземе докторската си степен по медицина.

### Алжир
Фанон напуска Франция и отива в Алжир, където е разпределен за известно време по време на войната. Успява да си осигури назначение като психиатър в психиатричната болница Блида Жоанвил. Там той радикализира методите си на лечение. По-специално, той започва социо-терапия, която се свързва със самоличността на пациентите му. Освен това Фанон обучава медицински сестри и стажанти. След избухването на Алжирската революция през ноември 1954 г., през 1955 г. той се присъединява към Националния освободителен фронт (Front de Libération Nationale), като резултат от контактите му с д-р Пиер Клоле в Блида.
В „Нещастниците на Земята“ („Les damnés de la terre“), публикувана малко преди смъртта му през 1961 г., Франц Фанон защитава правото на колонизираните хора да използват насилие, за да се борят за независимост; той твърди, че хората, които не са смятани за такива, не трябва да бъдат обвързвани от принципите, които важат за човечеството, в отношението им към колонизатора. Впоследствие книгата е цензурирана от френското правителство.
Фанон прави дълги пътувания из Алжир, главно в района на Кабилия, за да проучва културния и психологически живот на алжирците. Пример за това е изгубеното му проучване „Марабутът от Си Слиман“. Тези пътувания също са средство за нелегална дейност, по-специално посещения в ски курорта Шреа, където е скрита база на Националния освободителен фронт. Преди лятото на 1956 г. Фанон пише „Писмо за оставката на заместник министъра“ и слага край на френското си асимилационно възпитание и образование. Той е изгонен от Алжир през януари 1957 г., а „гнездото на фелага (бунтовниците)“ в болница Блида е разрушено.
Фанон напуска Франция и впоследствие тайно пътува до Тунис. Той е част от редакционния колектив на „Ел Муджахид“, за което пише до края на живота си. Освен това Франц Фанон служи като посланик в Гана за Временното Алжирско Правителство (GPRA) и посещава конференции в Акра, Конакри, Адис Абеба, Леополдвил, Кайро и Триполи. Много от кратките му писания от този период са събрани посмъртно в книгата „Към африканската революция“. В своята книга Фанон се разкрива като военен стратег; в една глава разисква как да се отвори южния фронт на войната и как да се поддържат линиите, захранващи войската със запаси.

### Късни години
При завръщането си в Тунис, след изтощително пътуване през Сахара за отваряне на трети фронт, Фанон е диагностициран с левкемия. Отива в СССР за лечение, където преминава през ремисия на болестта си. Връщайки се обратно в Тунис, той диктува завета си „Нещастниците на земята“. Когато не е прикован за леглото си, Фанон изнася лекции за офицерите на Националноосвободителната армия в Гардимау на Алжиро-Тунизийската граница. Фанон прави последното си посещение на Сартр в Рим. През 1961 г. ЦРУ организира пътуване до САЩ за по-нататъшно лечение на левкемията.
Франц Фанон умира в Бетезда, Мериленд, на 6 декември 1961 г. под името Ибрахим Фанон. Погребан е в Алжир, след като тялото му е изложено за поклонение в Тунис. По-късно тленните му останки са преместени в гробище за мъченици в Айн Керма в източен Алжир. Фанон е надживян от съпругата му Джоузи (по рождение Дубле), французойка, синът им Оливър и дъщеря му (от предишна връзка) Мирейл. Мирейл се омъжва за Бернар Мендес-Франс, син на френския политик Пиер Мендес-Франс. Джоузи отнема живота си в Алжир през 1989 г., Оливър все още работи за Алжирското посолство в Париж.

## Работа
Въпреки че Франц Фанон пише „Черна кожа, бели маски“, докато все още е във Франция, по-голямата част от творбите му са написани, когато е в Северна Африка. През това време той създава творби като „L'An Cinq, de la Révolution Algérienne“ („Пета година от Алжирската революция“, по-късно преиздадена под името „Социология на революцията“ и след това отново като „Умиращ колониализъм“). Иронията в това е, че оригиналното заглавие на Фанон е „Реалността на нацията“, но издателят му, Франсоа Масперо, не приема това име.
Франц Фанон е най-известен с класиката си върху деколонизацията „Нещастниците на земята“. Книгата е публикувана за първи път през 1961 г. от Франсоа Масперо, а предговорът е от Жан-Пол Сартр. В „Нещастниците на земята“ Фанон анализира ролята на класа, раса, културно наследство и насилие в борбата за национално особождение. Творбите му го утвърждават като главния анти-колониален мислител на XX век в очите на по-голямата част от Третия свят.
Трите книги на Фанон са допълнени с многобройни психиатрични статии, както и радикални критики на френския колониализъм в списания като „Еспри“ и „Ел Муджахид“.
Начинът, по който се приемат работите му, е повлиян от преводи на английски, изпълнени с множество пропуски и грешки; непубликуваните му творби, включително докторската му дисертация, получават малко внимание. Като резултат от това, Франц Фанон често е представян като привърженик на насилието (би било по-точно да се характеризира като противник на идеята за ненасилие), а идеите му са прекалено опростени. Тази редукционистка визия за работата на Фанон пренебрегва проницателността на разбиранията му за колониалната система. Например, пета глава на „Черна кожа, бели маски“, се превежда буквално „Преживеният опит на черните“, но Маркман го интерпретира като „Фактът на чернотата“, което оставя извън масовото влияние феноменологията на ранната работа на Франц Фанон.
За автора, в „Нещастниците на земята“, присъствието на колонизатора в Алжир се дължи единствено на военната му сила. Всяка съпротива срещу тази сила трябва да е от насилствен характер, защото това е единственият „език“, който колонизаторът разбира. Следователно съпротивата с насилие е необходимост, наложена от колонизатори върху колонизирани. Значението на езика и реформирането на широкообсъждани теми присъстват в много от творбите му; това е причината те да се състоят от повече от една тема – започвайки от психиатрични опасения, обхващайки политика, социология, антропология, до лингвистика и литература. Участието на Франц Фанон в алжирския Национален освободителен фронт от 1955 г. определя аудиторията му като колонизирани алжирци. Последната му творба, „Les damnés de la terre“ („Нещастниците на земята“), е адресирана към тях. Книгата е смятана за предупреждение към угнетените за опасностите, пред които са изправени във вихъра на деколонизацията и преходът към неоколониален, глобализиран свят.
Фанон е повлиян от различни мислители и интелектуални традиции, включително Жан-Пол Сартр, Лакан, Негритюд и марксизма.

## Влияние

### Повлиян
Еме Сезер има особено силно влияние в живота на Франц Фанон. Сезер, лидер на движението Негритюд, е учител и ментор на Фанон на остров Мартиника. Фанон се позовава на писанията на Сезер в своята работа. Той, например, цитира подробно своята учител в „Преживения опит на черните“ – популярното есе от „Черна кожа, бели маски“.

### Повлиял
Франц Фанон оказва влияние върху анти-колониалните и националноосвободителните движения. По-точно, „Нещастниците на земята“ има голямо влияние върху работата на революционните лидери като Али Шариати в Иран, Стив Бико в Южна Африка, Малкълм Х в САЩ и Ернесто Че Гевара в Куба. От тях само Че Гевара е заинтересован от теориите на Фанон за насилието; основна причина за интереса на Шариати и Бико към Фанон са съответно „новият човек“ и „черно съзнание“.
Най-известният боливийски застъпник на индианците Фаусто Реинага също е повлиян от Фанон и споменава „Нещастниците на земята“ в своята най-велика творба „La Revolución India“; произведението се застъпва за деколонизацията на коренното южноамериканско население от европейско влияние.
Влиянието на Франц Фанон се простира до освободителните движения на палестинци, тамилци, афроамериканци и други. Неговите творби имат ключово значение за Партията на черните пантери, особено идеите му за национализма, насилието и лумпен-пролетариата.
В близкото минало радикални южноафрикански движения, създадени от по-бедни хора, като Абахлали басеМджондоло (означава „хората, които живеят в бараки“ на зулуски), са повлияни от работата на Фанон. Книгите му оказват влияние и на бразилския просветен деец Паоло Фрейре, а Барак Обама споменава Франц Фанон в книгата си „Мечти от баща ми“.
Фанон дълбоко повлиява и на съвременната африканска литература. Творбите му служат като важно теоретическо помагало за писатели като Ауй Куей Армах от Гана, Кен Бугул и Усман Сембен от Сенегал, Тситси Дангарембга от Зимбабве и Нгуги ва Тхионг'о от Кения. Нгуги стига дотам, че в „Деколонизация на ума“ (1992) твърди, че е „невъзможно да се разбере какво формира африканското творчество“, без да се прочете книгата на Фанон „Нещастниците на земята“.
Карибската философска асоциация връчва наградата Франц Фанон за работата, която способства за деколонизацията и освобождението на човечеството.

### Творби на Франц Фанон
Произведенията на Фанон не са преведени на български език.
- L'Œil se noie, Les Mains parallèles et La Conspiration, trois pièces de théâtres inédites écrites entre 1949 et 1950
- Peau noire, masques blancs, 1952, rééd., Le Seuil, col. „Points“, 2001
- L'An V de la révolution algérienne, 1959, rééd., La Découverte, 2011
- Les Damnés de la Terre, 1961, rééd., La Découverte, 2002
- Pour la révolution africaine. Écrits politiques, 1964, rééd., La Découverte, 2006
- Œuvres, La Découverte, 2011.

### Книги за Франц Фанон
- David Caute, Frantz Fanon (1970, London: Wm. Collins and Co.)
- Peter Geismar, Fanon (1971, Grove Press)
- Irene Gendzier, Frantz Fanon: A Critical Study (1974, London: Wildwood House), ISBN 0-7045-0002-7
- Renate Zahar, Frantz Fanon: Colonialism and Alienation (1969, trans. 1974, Monthly Review Press)
- Richard C. Onwubanibe, A Critique of Revolutionary Humanism: Frantz Fanon (1983, St. Louis: Warren Green)
- Hussein Abdilahi Bulhan, Frantz Fanon And The Psychology Of Oppression (1985, New York: Plenum Press), ISBN 0-306-41950-5
- Lewis R. Gordon, Fanon and the Crisis of European Man: An Essay on Philosophy and the Human Sciences (1995, New York: Routledge)
- Lewis R. Gordon, T. Denean Sharpley-Whiting, & Renee T. White (eds), Fanon: A Critical Reader (1996, Oxford: Blackwell)
- Ato Sekyi-Otu, Fanon's Dialectic of Experience (1996, Cambridge, Massachusetts: Harvard University Press)
- T. Denean Sharpley-Whiting, Frantz Fanon: Conflicts and Feminisms (1998, Lanham, Maryland: Rowman & Littlefield Publishers Inc.)
- Anthony Alessandrini (ed.), Frantz Fanon: Critical Perspectives (1999, New York: Routledge)
- Nigel C. Gibson (ed.), Rethinking Fanon: The Continuing Dialogue (1999, Amherst, New York: Humanity Books)
- Alice Cherki, Frantz Fanon. Portrait (2000, Paris: Éditions du Seuil)
- David Macey, Frantz Fanon: A Biography (2000, New York: Picador Press), ISBN 0-312-27550-1
- Patrick Ehlen, Frantz Fanon: A Spiritual Biography (2001, New York: Crossroad 8th Avenue), ISBN 0-8245-2354-7
- Nigel C. Gibson, Fanon: The Postcolonial Imagination (2003, Oxford: Polity Press)
- Nigel C. Gibson, Fanonian Practices in South Africa (2011, London: Palgrave Macmillan)
- Nigel C. Gibson [ed.], Living Fanon: Interdisciplinary Perspectives (2011, London: Palgrave Mamcillan)

### Филми за Франц Фанон
- Isaac Julien, "Frantz Fanon: Black Skin White Mask" (документален филм) (1996, San Francisco: California Newsreel)